# Gran Premio motociclistico della Comunità Valenciana 2008
Il Gran Premio motociclistico della Comunità Valenciana 2008 corso il 26 ottobre, è stato il diciottesimo e ultimo Gran Premio della stagione 2008 e ha visto vincere: la Ducati di Casey Stoner in MotoGP, Marco Simoncelli nella classe 250 e Simone Corsi nella classe 125.

## MotoGP

### Arrivati al traguardo
| Pos | Nº | Pilota           | Squadra                 | Motocicletta | Giri | Tempo     | Griglia | Punti |
| --- | -- | ---------------- | ----------------------- | ------------ | ---- | --------- | ------- | ----- |
| 1   | 1  | Casey Stoner     | Ducati Marlboro         | Ducati       | 30   | 46:46.114 | 1       | 25    |
| 2   | 2  | Daniel Pedrosa   | Repsol Honda            | Honda        | 30   | +3.390    | 2       | 20    |
| 3   | 46 | Valentino Rossi  | Fiat Yamaha             | Yamaha       | 30   | +12.194   | 10      | 16    |
| 4   | 4  | Andrea Dovizioso | JiR Team Scot           | Honda        | 30   | +24.159   | 9       | 13    |
| 5   | 69 | Nicky Hayden     | Repsol Honda            | Honda        | 30   | +26.232   | 3       | 11    |
| 6   | 5  | Colin Edwards    | Tech 3 Yamaha           | Yamaha       | 30   | +32.209   | 4       | 10    |
| 7   | 56 | Shin'ya Nakano   | San Carlo Honda Gresini | Honda        | 30   | +34.571   | 15      | 9     |
| 8   | 48 | Jorge Lorenzo    | Fiat Yamaha             | Yamaha       | 30   | +35.661   | 7       | 8     |
| 9   | 65 | Loris Capirossi  | Rizla Suzuki            | Suzuki       | 30   | +38.228   | 8       | 7     |
| 10  | 15 | Alex De Angelis  | San Carlo Honda Gresini | Honda        | 30   | +47.583   | 16      | 6     |
| 11  | 52 | James Toseland   | Tech 3 Yamaha           | Yamaha       | 30   | +52.107   | 5       | 5     |
| 12  | 50 | Sylvain Guintoli | Alice Team              | Ducati       | 30   | +52.350   | 13      | 4     |
| 13  | 7  | Chris Vermeulen  | Rizla Suzuki            | Suzuki       | 30   | +52.833   | 12      | 3     |
| 14  | 21 | John Hopkins     | Kawasaki Racing         | Kawasaki     | 30   | +53.227   | 14      | 2     |
| 15  | 14 | Randy de Puniet  | LCR Honda               | Honda        | 30   | +53.411   | 6       | 1     |
| 16  | 33 | Marco Melandri   | Ducati Marlboro         | Ducati       | 30   | +1:08.387 | 18      |       |
| 17  | 13 | Anthony West     | Kawasaki Racing         | Kawasaki     | 30   | +1:11.181 | 17      |       |
| 18  | 24 | Toni Elías       | Alice Team              | Ducati       | 30   | +1:37.055 | 11      |       |

## Classe 250

### Arrivati al traguardo
| Pos | Nº | Pilota              | Squadra                    | Motocicletta | Giri | Tempo     | Griglia | Punti |
| --- | -- | ------------------- | -------------------------- | ------------ | ---- | --------- | ------- | ----- |
| 1   | 58 | Marco Simoncelli    | Metis Gilera               | Gilera       | 27   | 43:29.003 | 1       | 25    |
| 2   | 72 | Yūki Takahashi      | JiR Team Scot              | Honda        | 27   | +5.164    | 10      | 20    |
| 3   | 19 | Álvaro Bautista     | Mapfre Aspar               | Aprilia      | 27   | +8.648    | 6       | 16    |
| 4   | 15 | Roberto Locatelli   | Metis Gilera               | Gilera       | 27   | +15.605   | 8       | 13    |
| 5   | 4  | Hiroshi Aoyama      | Red Bull KTM               | KTM          | 27   | +20.991   | 5       | 11    |
| 6   | 55 | Héctor Faubel       | Mapfre Aspar               | Aprilia      | 27   | +22.212   | 9       | 10    |
| 7   | 41 | Aleix Espargaró     | Lotus Aprilia              | Aprilia      | 27   | +23.199   | 12      | 9     |
| 8   | 14 | Ratthapark Wilairot | Thai Honda PTT SAG         | Honda        | 27   | +23.321   | 7       | 8     |
| 9   | 75 | Mattia Pasini       | Polaris World              | Aprilia      | 27   | +37.424   | 14      | 7     |
| 10  | 12 | Thomas Lüthi        | Emmi - Caffe Latte         | Aprilia      | 27   | +38.887   | 11      | 6     |
| 11  | 36 | Mika Kallio         | Red Bull KTM               | KTM          | 27   | +44.065   | 4       | 5     |
| 12  | 25 | Alex Baldolini      | Matteoni Racing            | Aprilia      | 27   | +1:10.999 | 16      | 4     |
| 13  | 10 | Imre Tóth           | Toth Aprilia               | Aprilia      | 27   | +1:31.950 | 18      | 3     |
| 14  | 92 | Daniel Arcas        | Blusens Aprilia            | Aprilia      | 27   | +1:39.110 | 22      | 2     |
| 15  | 35 | Simone Grotzkyj     | Campetella Racing          | Gilera       | 27   | +1:41.209 | 17      | 1     |
| 16  | 43 | Manuel Hernández    | Blusens Aprilia            | Aprilia      | 26   | +1 giro   | 21      |       |
| 17  | 17 | Karel Abraham       | Cardion AB Motoracing      | Aprilia      | 26   | +1 giro   | 20      |       |
| 18  | 90 | Federico Sandi      | Zongshen AOS Racing        | Aprilia      | 26   | +1 giro   | 19      |       |
| 19  | 45 | Doni Tata Pradita   | Yamaha Pertamina Indonesia | Yamaha       | 26   | +1 giro   | 23      |       |

### Ritirati
| Nº | Pilota       | Squadra             | Motocicletta | Giri | Griglia |
| -- | ------------ | ------------------- | ------------ | ---- | ------- |
| 93 | Alen Győrfi  | Toth Aprilia        | Aprilia      | 24   | 24      |
| 6  | Alex Debón   | Lotus Aprilia       | Aprilia      | 21   | 2       |
| 60 | Julián Simón | Repsol KTM          | KTM          | 19   | 3       |
| 32 | Fabrizio Lai | Campetella Racing   | Gilera       | 12   | 15      |
| 52 | Lukáš Pešek  | Auto Kelly - CP     | Aprilia      | 11   | 13      |
| 94 | Toni Wirsing | Racing Team Germany | Honda        | 11   | 25      |

## Classe 125

### Arrivati al traguardo
| Pos | Nº | Pilota             | Squadra                   | Motocicletta | Giri | Tempo     | Griglia | Punti |
| --- | -- | ------------------ | ------------------------- | ------------ | ---- | --------- | ------- | ----- |
| 1   | 24 | Simone Corsi       | Jack & Jones WRB          | Aprilia      | 24   | 40:45.715 | 3       | 25    |
| 2   | 18 | Nicolás Terol      | Jack & Jones WRB          | Aprilia      | 24   | +0.106    | 4       | 20    |
| 3   | 63 | Mike Di Meglio     | Ajo Motorsport            | Derbi        | 24   | +0.223    | 7       | 16    |
| 4   | 38 | Bradley Smith      | Polaris World             | Aprilia      | 24   | +0.776    | 5       | 13    |
| 5   | 11 | Sandro Cortese     | Emmi - Caffe Latte        | Aprilia      | 24   | +1.333    | 11      | 11    |
| 6   | 29 | Andrea Iannone     | I.C. Team                 | Aprilia      | 24   | +21.578   | 8       | 10    |
| 7   | 71 | Tomoyoshi Koyama   | Red Bull KTM              | KTM          | 24   | +29.387   | 15      | 9     |
| 8   | 45 | Scott Redding      | Blusens Aprilia Junior    | Aprilia      | 24   | +29.419   | 17      | 8     |
| 9   | 22 | Pablo Nieto        | Onde 2000 KTM             | KTM          | 24   | +38.059   | 18      | 7     |
| 10  | 12 | Esteve Rabat       | Repsol KTM                | KTM          | 24   | +38.481   | 12      | 6     |
| 11  | 8  | Lorenzo Zanetti    | ISPA KTM Aran             | KTM          | 24   | +38.941   | 16      | 5     |
| 12  | 7  | Efrén Vázquez      | Blusens Aprilia Junior    | Aprilia      | 24   | +48.466   | 22      | 4     |
| 13  | 40 | Lorenzo Savadori   | I.C. Team                 | Aprilia      | 24   | +48.802   | 26      | 3     |
| 14  | 5  | Alexis Masbou      | Loncin Racing             | Loncin       | 24   | +50.340   | 23      | 2     |
| 15  | 28 | Enrique Jerez      | ISPA KTM Aran             | KTM          | 24   | +50.575   | 27      | 1     |
| 16  | 73 | Takaaki Nakagami   | I.C. Team                 | Aprilia      | 24   | +52.220   | 20      |       |
| 17  | 34 | Randy Krummenacher | Red Bull KTM              | KTM          | 24   | +55.047   | 21      |       |
| 18  | 94 | Jonas Folger       | Red Bull KTM              | KTM          | 24   | +55.139   | 37      |       |
| 19  | 16 | Jules Cluzel       | Loncin Racing             | Loncin       | 24   | +55.546   | 25      |       |
| 20  | 72 | Marco Ravaioli     | Matteoni Racing           | Aprilia      | 24   | +1:00.289 | 31      |       |
| 21  | 95 | Robert Mureșan     | Grizzly Gas Kiefer Racing | Aprilia      | 24   | +1:10.142 | 34      |       |
| 22  | 48 | Bastien Chesaux    | WTR San Marino            | Aprilia      | 24   | +1:26.165 | 39      |       |
| 23  | 69 | Louis Rossi        | FFM Honda GP 125          | Honda        | 24   | +1:26.407 | 35      |       |
| 24  | 78 | Daniel Sáez        | Gaviota Prosolia Racing   | Aprilia      | 24   | +1:41.720 | 33      |       |
| 25  | 25 | Cristian Trabalon  | Alpo Atletico de Madrid   | Aprilia      | 23   | +1 giro   | 40      |       |

### Ritirati
| Nº | Pilota             | Squadra                   | Motocicletta | Giri | Griglia |
| -- | ------------------ | ------------------------- | ------------ | ---- | ------- |
| 30 | Pere Tutusaus      | Alpo Atletico de Madrid   | Aprilia      | 23   | 36      |
| 51 | Stevie Bonsey      | Degraaf Grand Prix        | Aprilia      | 15   | 6       |
| 6  | Joan Olivé         | Belson Derbi              | Derbi        | 14   | 14      |
| 26 | Adrián Martín      | Bancaja Aspar             | Aprilia      | 11   | 24      |
| 35 | Raffaele De Rosa   | Onde 2000 KTM             | KTM          | 8    | 19      |
| 1  | Gábor Talmácsi     | Bancaja Aspar             | Aprilia      | 6    | 1       |
| 99 | Danny Webb         | Degraaf Grand Prix        | Aprilia      | 6    | 13      |
| 21 | Robin Lässer       | Grizzly Gas Kiefer Racing | Aprilia      | 6    | 32      |
| 77 | Dominique Aegerter | Ajo Motorsport            | Derbi        | 3    | 9       |
| 33 | Sergio Gadea       | Bancaja Aspar             | Aprilia      | 2    | 2       |
| 17 | Stefan Bradl       | Grizzly Gas Kiefer Racing | Aprilia      | 2    | 10      |
| 56 | Hugo van den Berg  | Degraaf Grand Prix        | Aprilia      | 0    | 38      |
| 75 | Ricard Cardús      | Andalucia Derbi           | Derbi        | 0    | 28      |

### Non partito
| Nº | Pilota        | Squadra      | Motocicletta | Griglia |
| -- | ------------- | ------------ | ------------ | ------- |
| 44 | Pol Espargaró | Belson Derbi | Derbi        | 30      |

### Squalificato
| Nº | Pilota          | Squadra         | Motocicletta | Griglia |
| -- | --------------- | --------------- | ------------ | ------- |
| 23 | Julián Miralles | Bancaja Mir CEV | Aprilia      | 29      |